# 彌陀禪寺 (嘉義市)
彌陀禪寺又稱彌陀寺，是位於臺灣嘉義市東區的佛寺，其歷史可追溯到清乾隆十七年（1752年）。該寺原主祀阿彌陀佛，後來改主祀釋迦牟尼佛。

## 沿革

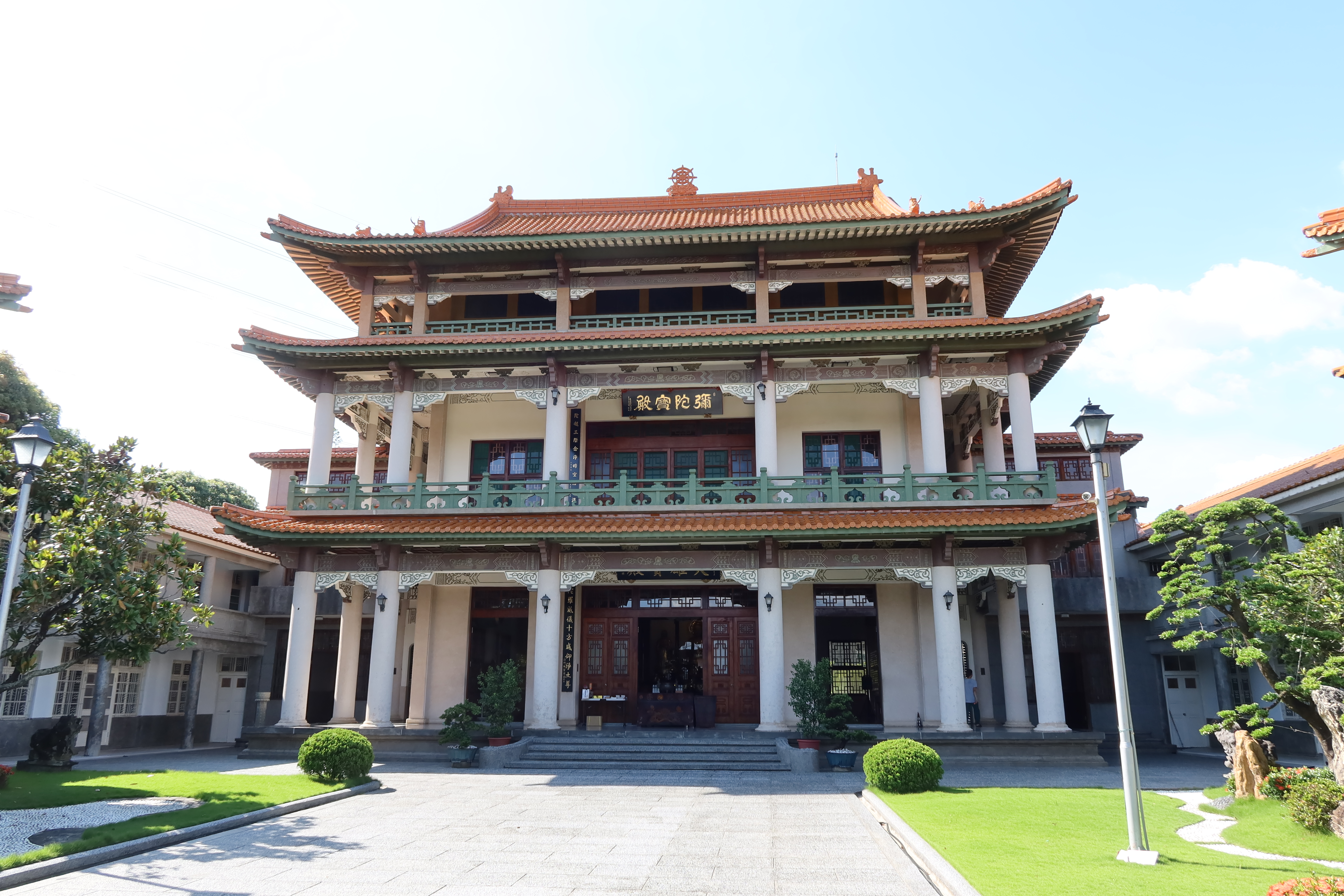
正殿

根據彌陀禪寺的古碑〈彌陀寺記〉（1773年），諸羅縣知縣周鍾瑄在康熙五十四年（1715年）修築諸羅山大圳時，已有在彌陀禪寺的位置興建佛寺的打算，但後來因任期屆滿而未興建。後來有僧侶苑藏（福建省漳州府平和縣人）於乾隆十七年（1752年）來到諸羅縣城城南、八掌溪畔開山募建寺院，是為彌陀禪寺之始。乾隆卅七年（1772年），諸羅縣知縣周大本見彌陀寺頹毀，乃號召募款重建。此外根據《續修臺灣府志》（1774年）記載，彌陀寺是建於乾隆廿三年（1758年）。
道光年間，柴頭港堡二十八庄庄民曾共同集資重修一次，而後嘉義縣知縣曾大木也曾募款倡修一次。
臺灣日治時期，彌陀寺年久失修，僧侶義敏、山仔頂區長林玉崑等人乃募款2000圓於明治四十二年（1909年）進行改建，之後在大正四年（1915年）1月完工。昭和十六年（1941年）林永馨接充住持，次年（1942年）該寺受地震破壞，乃募款重建大殿。
二次大戰後，彌陀禪寺在民國35年（1946年）曾建一座講堂，之後在民國49年（1960年）增設靈隱塔厝。民國51年（1962年），該寺新築山門，而後在民國62年（1973年）將舊建築拆除重建，歷時十年完工。民國76年（1987年），重建成一座靈隱塔。同年（1987年）9月，彌陀禪寺創辦「寶華佛學院」。
民國90年（2001年），彌陀禪寺曾被票選為嘉義市歷史建築十景之一。
民國94年（2015年），因為嘉義市政府打算在彌陀禪寺附近興建動物收容所，彌陀禪寺住持天露法師帶領相關人士在於6月26日到嘉義市政府抗議，並有議員蔡永泉、蔡榮豐、黃秋澤、王美惠與黃盈智，短竹、芳草及芳安等三里里長到場聲援，臺南白河大仙寺也有法師前來。而對此嘉市動物守護協會理事長吳育才，曾到彌陀禪寺前下跪，「懇求出家師父給流浪動物一條活路」，表示因為現有收容所環境差，亟需新建收容所。幾經協調後，耗資4203萬興建的嘉義市動物保護教育園區於民國98年（2019年）9月17日落成啟用，位置在彌陀禪寺北方（彌陀路31號）。

## 其他
學者林衡道曾為彌陀禪寺列出「彌陀八景」，分別是古剎梵聲、檨陰聽蟬、東亭賞菊、僧房夜雨、獅嶺鶯啼、掌溪垂釣、靈塔夕照、義渡晚鐘。

## 照片

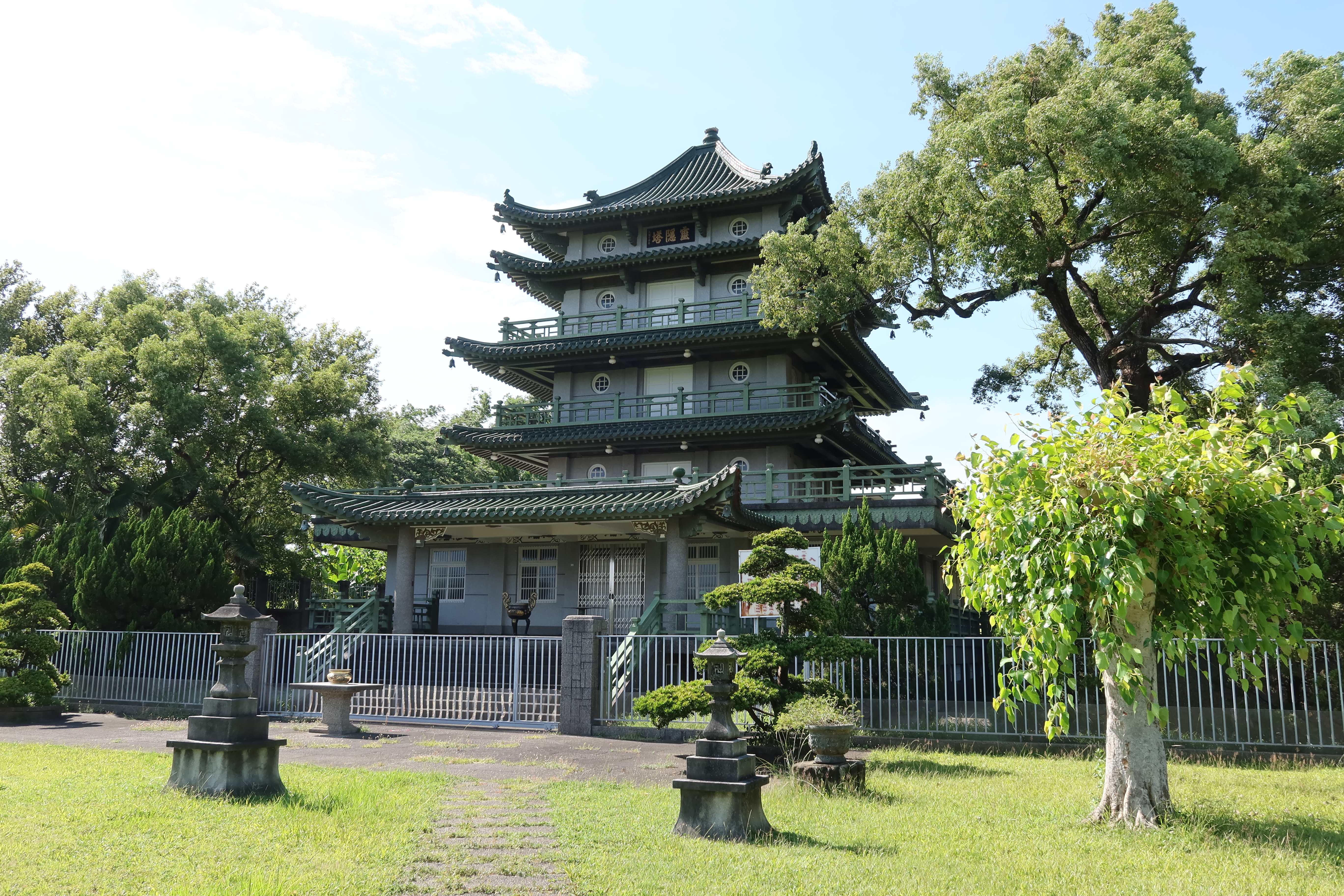
靈隱塔
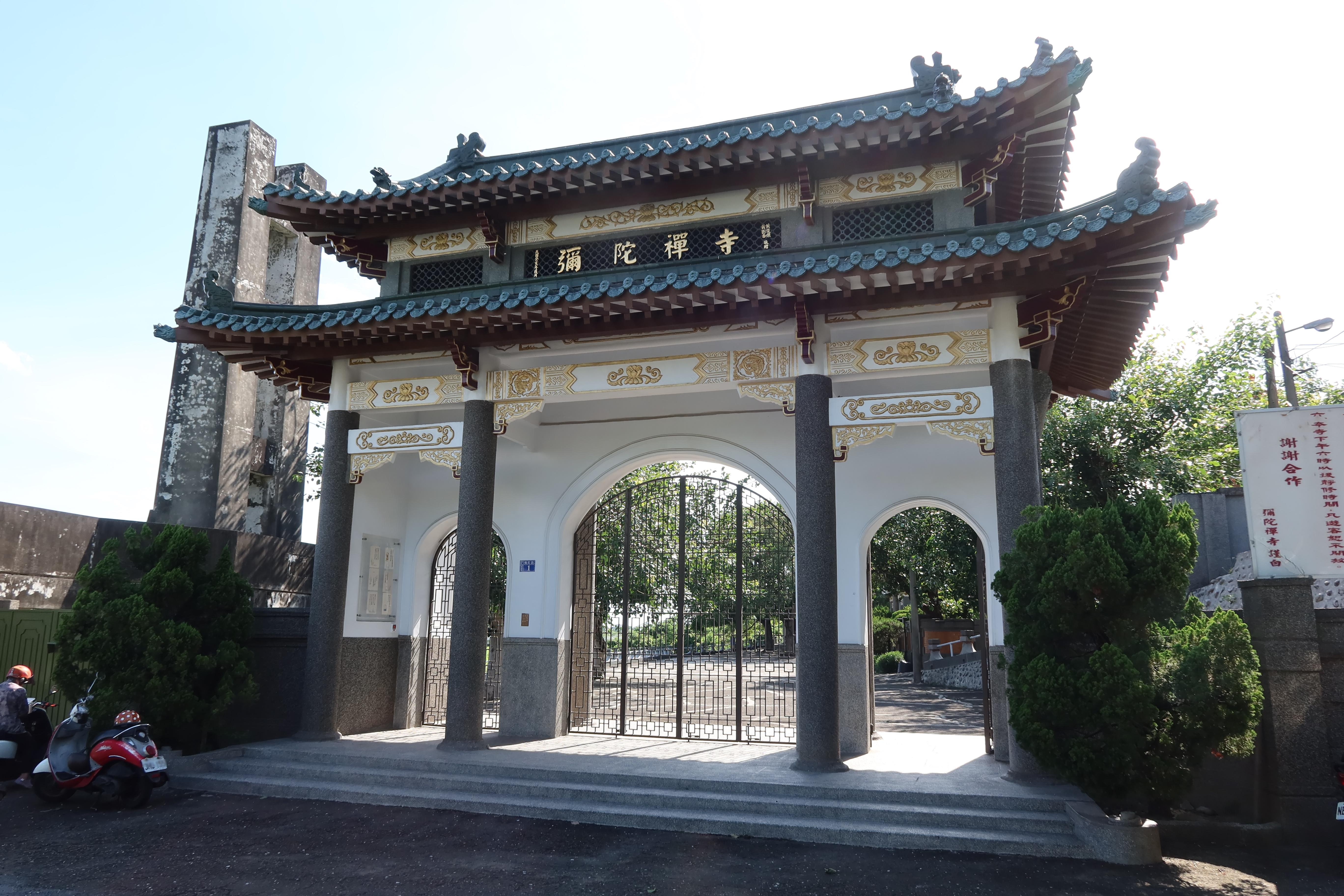
自寺外拍攝的山門
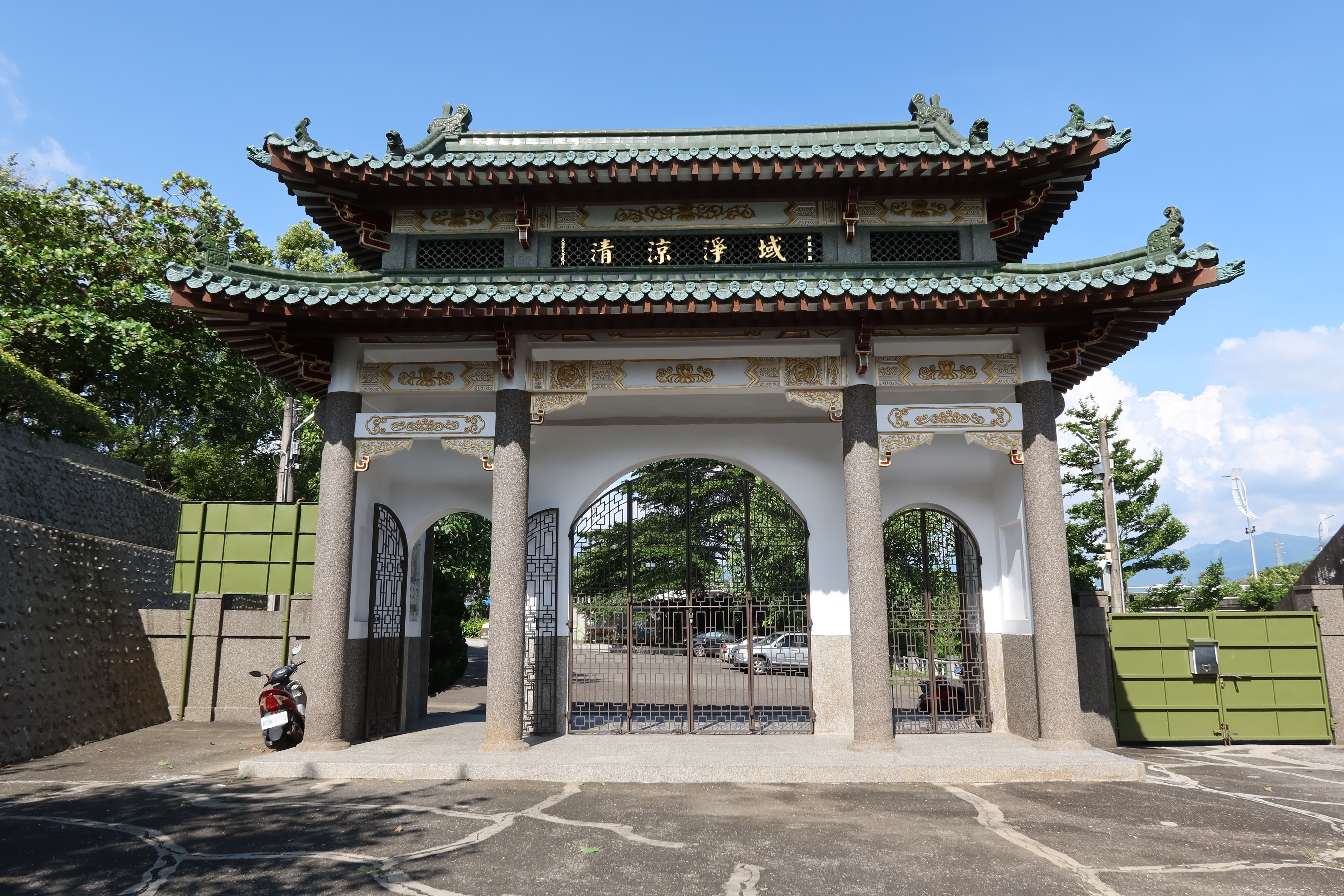
自寺內拍攝的山門
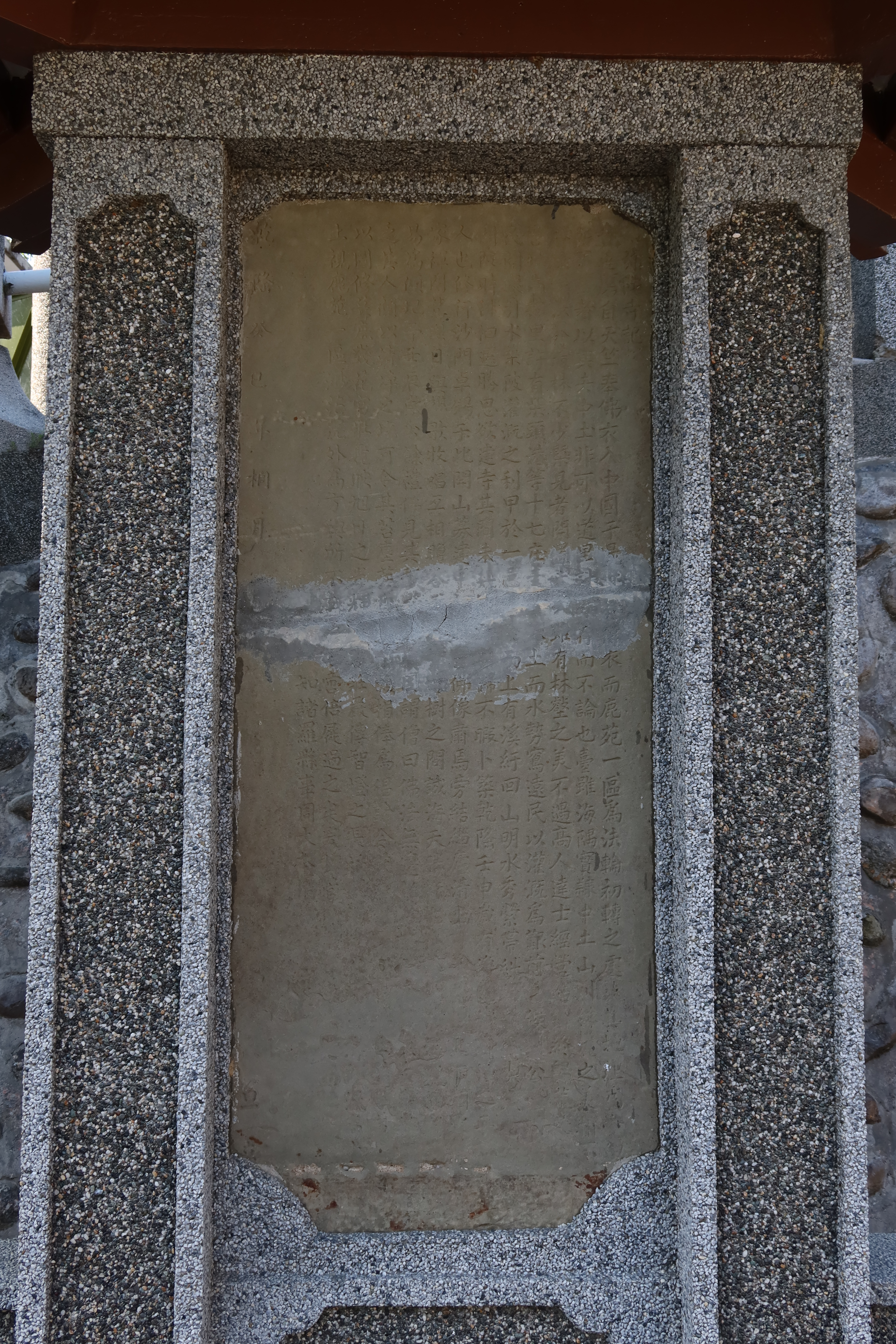
〈彌陀寺記〉碑
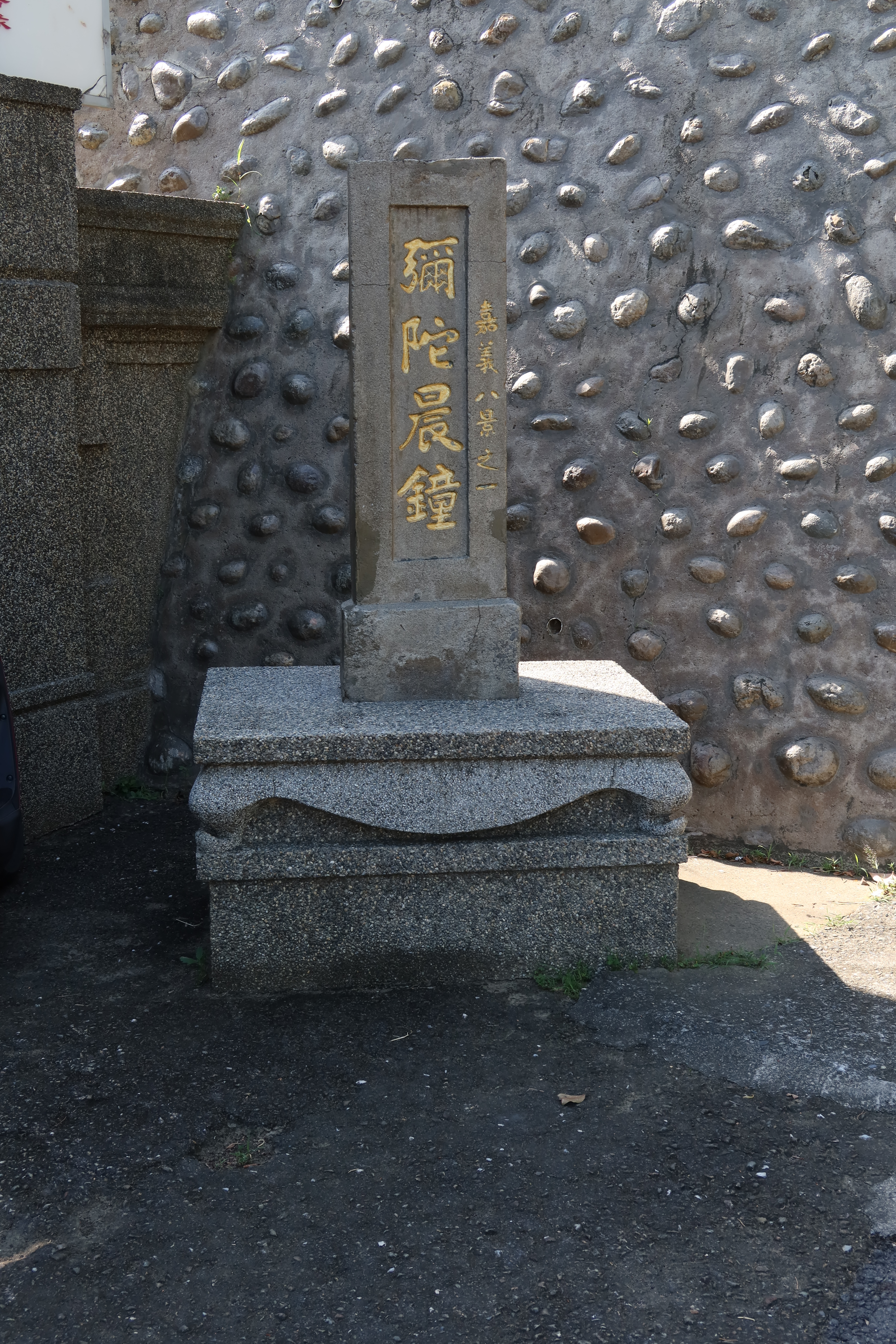
嘉義八景彌陀晨鐘碑